# Susann Kuhfittig
Susann Kuhfittig (Zella-Mehlis, 1º settembre 1965) è un'ex fondista tedesca orientale.

## Biografia
In Coppa del Mondo ottenne il primo risultato di rilievo il 14 febbraio 1985 a Klingenthal (20ª) e l'unico podio il 10 dicembre 1986 a Ramsau am Dachstein (3ª).
In carriera prese parte a un'edizione dei Giochi olimpici invernali, Calgary 1988 (37ª nella 5 km, 23ª nella 10 km, 38ª nella 20 km), e a una dei Campionati mondiali, Lahti 1989 (13ª nella 15 km).

## Palmarès

### Coppa del Mondo
- Miglior piazzamento in classifica generale: 17ª nel 1988
- 1 podio (individuale[1]):
  - 1 terzo posto